# Hommes
Hommes ist eine 867 Einwohner (Stand: 1. Januar 2022) zählende französische Gemeinde in der Region Centre-Val de Loire im Département Indre-et-Loire. Sie gehört zum Arrondissement Chinon (bis 2016: Arrondissement Tours) und zum Kanton Langeais. Die Einwohner werden Houlmois genannt.

## Lage
Die Gemeinde Hommes liegt etwa 35 Kilometer westnordwestlich des Stadtzentrums von Tours. Hier entspringt der Changeon. Im Norden des Gemeindegebietes fließt der Lathan. Hommes wird umgeben von den Nachbargemeinden Channay-sur-Lathan im Nordwesten und Norden, Savigné-sur-Lathan im Nordosten und Osten, Avrillé-les-Ponceaux im Süden, Continvoir im Südwesten und Westen sowie Rillé im Westen und Nordwesten.

## Bevölkerungsentwicklung
| Jahr                       | 1962 | 1968 | 1975 | 1982 | 1990 | 1999 | 2006 | 2013 | 2021 |
| Einwohner                  | 886  | 814  | 684  | 673  | 648  | 664  | 742  | 895  | 866  |
| Quellen: Cassini und INSEE |      |      |      |      |      |      |      |      |      |

## Sehenswürdigkeiten
- Kirche Saint-Martin
- Burg Hommes, seit 1962 Monument historique

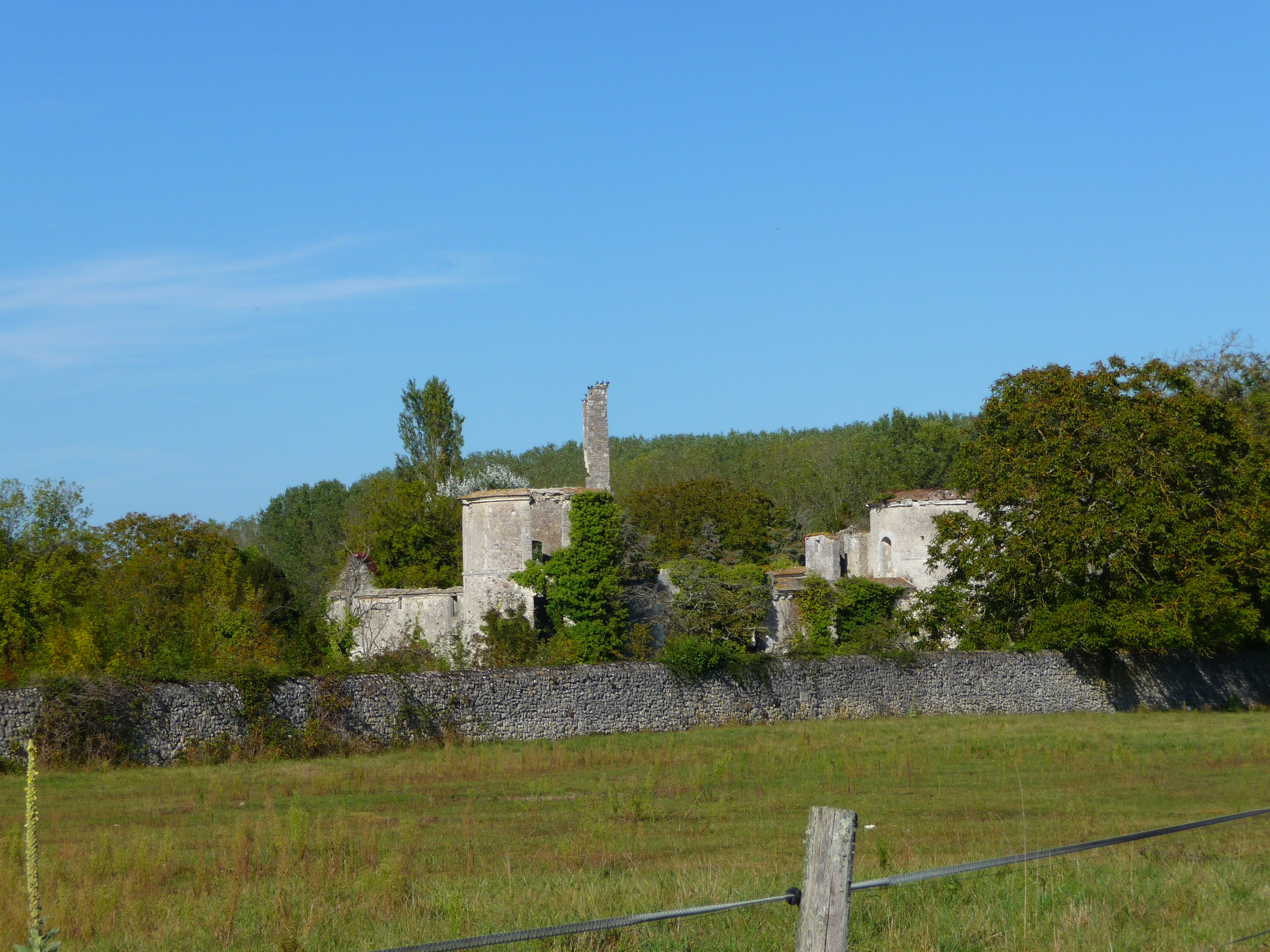
Burg Hommes

- Schloss La Briche
- Schloss Mas Vaux
- Schloss Bel-Air
- Schloss La Boissière